# 王德彪

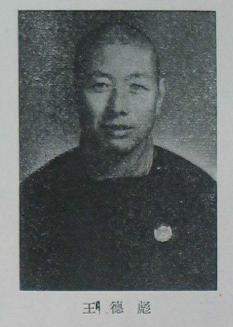
王德彪近照

王德彪（1914年—1989年），陕西绥德人，中华人民共和国政治人物。
担任西北农业劳动英雄与模范工作者。1954年，当选第一届全国人民代表大会代表。